# Vasilij Melik
Vasilij Melik (* 17. Januar 1921 in Ljubljana; † 28. Januar 2009 ebenda) war ein jugoslawischer bzw. slowenischer Historiker.
Melik war der Sohn des Geographen Anton Melik. Zunächst als Bibliothekar, dann als Dozent tätig, wurde er 1974 ordentlicher Professor für Geschichte an der Universität Ljubljana. Seit 1997 war er ordentliches Mitglied der Slowenischen Akademie der Wissenschaften und Künste.

## Werke
- (mit Ferdo Gestrin): Slovenska zgodovina od konca osemnajstega stoletja do 1918, 1966 (Slowenische Geschichte vom Ende des 18. Jahrhunderts bis 1918)
- Volitve na Slovenskem 1861–1918, 1965; deutsche Übersetzung: Wahlen im alten Österreich. Am Beispiel der Kronländer mit slowenischsprachiger Bevölkerung, Wien 1997 (ISBN 3-205-98063-8)